# Carly Fiorinová
Carly Fiorinová (Fiorina, * 6. září 1954 Austin) je manažerka ze Spojených států amerických. V květnu 2015 ohlásila kandidaturu na prezidentku USA.
Největšího povědomí dosáhla jako výkonná ředitelka společnosti Hewlett-Packard v letech 1999 až 2005. V té době byla označována za „nejmocnější světovou manažerku“ a v roce 2002 prosadila přes velký odpor kontroverzní spojení s konkurenční společností Compaq, jeden z historicky největších světových obchodů. Celkové obchodní výsledky firmy byly ovšem za jejího působení otřesné: koupě Compaqu se ukázala být katastrofou, během jejího působení došlo k propuštění cca 30 tisíc zaměstnanců a společnost ztratila na akciích 55 % své hodnoty. V roce 2005 ji trvající spory donutily ve firmě skončit. Poté, co byla de facto vyhozena, začaly akcie strmě růst. CBS, USA Today, CNBC ji nazvaly nejhorší CEO technicky zaměřených firem všech dob a Jeffrey Sonnefeld, profesor managementu na Yale, o ní v NY Times prohlásil, že není možné vybrat si horší ředitelku, která by nebyla za mřížemi. Přesto Fiorinová dostala jako odstupné z HP 21 milionů dolarů a celkově si vydělala okolo 100 milionů.
V roce 2010 se ucházela o funkci senátora za Kalifornii. Kampaň skončila neúspěchem a dluhy, které splácela necelých pět let.